# Бегодо, Франсуа
Франсуа Бегодо (фр. François Bégaudeau, 27 апреля 1971 года, Люсон, Вандея) — французский писатель, сценарист, журналист, режиссёр, актёр.

## Биография
Рос в Нанте, закончил Нантский университет. Увлекался спортом и рок-музыкой, стал одним из основателей панк-группы «Забриски-пойнт», писал для неё тексты, был в ней вокалистом. Преподавал в лицее. В 1995 году напечатал несколько текстов о кино в журнале Cahiers du cinéma, некоторое время служил там редактором. В 2003 году опубликовал первый роман. Ведёт спортивную хронику в газете «Le Monde». Поставил в соавторстве несколько документальных фильмов. По сценарию Бегодо «В четырёх стенах», написанному на основе его одноимённого романа и получившему премию «Сезар», был поставлен фильм «Класс», в котором писатель сыграл главную роль.

## Творчество

### Романы
- Играть как надо / Jouer juste, Éditions Verticales, 2003
- / Dans la diagonale, Éditions Verticales, 2005
- Демократ Мик Джаггер / Un démocrate: Mick Jagger 1960—1969, Naïve, 2005 (романизированная биография)
- В четырёх стенах / Entre les murs, Éditions Verticales, 2006 (премия France Culture-Télérama, англ. пер. 2009; экранизирован Лораном Канте в 2008 году, фильм получил Золотую пальмовую ветвь Каннского МКФ)
- Конец истории / Fin de l’histoire, Éditions Verticales, 2007
- / Vers la douceur, éditions Verticales, 2009
- / L’Invention du jeu, Hélium, 2009 (роман для юношества)
- / La Blessure, la vraie, éditions Verticales, 2011 (Абделлатиф Кешиш поставил по роману фильм «Мектуб, моя любовь»)
- / Au début, éditions Alma, 2012
- Две обезьяны, или Моя жизнь в политике / Deux singes ou ma vie politique, éditions Verticales, 2013

### Эссе
- Анти-учебник литературы / Antimanuel de Litterature, издательство Bréal, 2008
- Потому что нам это нравится: изобретение юности / Parce que ça nous plaît: L’invention de la jeunesse (в соавторстве), издательство Larousse, серия Philosopher, 2010
- Ты станешь писателем, сын / Tu seras un écrivain mon fils, издательство Bréal, 2011
- D’âne à zèbre, издательство Grasset & Fasquelle, 2014

### Пьесы
- Le Problème, éditions Théâtre Ouvert, 2008
- Le Foie, éditions Théâtre Ouvert, 2012